# Major János (lelkész)
Major János (Kövi (Gömör megye), 1722. – Csetnek, 1784. május) evangélikus lelkész.

## Élete
Major János és Wozár Rozina fia. Középiskolai tanulmányait a hazában végezte és 1747-ben a wittenbergi egyetemre iratkozott be; 1751-ben Halleban is tanult. Hazájába visszatérve, 1753-ban késmárki rektor lett; 1755 májusában Csetnekre ment és onnét Osgyánba segédlelkésznek. 1758. február 1-jén ordináltatott papnak. Később Csetneken, Cserencsen, majd Nagyszlaboson (Gömör megye) és ismét Csetneken volt lelkész. 

## Műve
- Historia Ecclesiae Orientalis recentior, quaedam ejus capita laetiora. Sub praesidio Callenbergii auctoris disputatio. Halae, 1751.